# Primera Regional de Navarra 1969-70
La temporada 1969-70 de Primera Regional de Navarra es cuarto nivel de las Ligas de fútbol de España para los clubes de Navarra y La Rioja, por debajo de la Tercera División de España

## Sistema de competición
Los 16 equipos en un único grupo, que se enfrentan a doble vuelta, una vez en casa y otra en el campo del equipo rival, todos contra todos.
El primer clasificado ascendió directamente. 
Los puestos de descenso directo son variables, dependiendo de los descensos desde Tercera División de equipos riojanos y navarros. Debido a los numerosos descensos previstos por la reducción de ocho grupos a cuatro de la Tercera División, se decidió ampliar el número de equipos de la Primera Regional de 16 a 20. El número de equipos que descendieron directamente a Segunda Regional fue de tres.

## Clasificación[1]
| Pos. | Equipo                       | Pts. | PJ | G  | E | P  | GF | GC | Dif. |                                              |
| ---- | ---------------------------- | ---- | -- | -- | - | -- | -- | -- | ---- | -------------------------------------------- |
| 1    | C. D. Mirandés (C, A)        | 44   | 30 | 20 | 4 | 6  | 68 | 46 | +22  | Ascenso a Tercera                            |
| 2    | C. D. Logroñés Promesas      | 38   | 30 | 17 | 4 | 9  | 59 | 45 | +14  |                                              |
| 3    | C. D. Arnedo                 | 36   | 30 | 16 | 4 | 10 | 77 | 48 | +29  |                                              |
| 4    | C. D. Muskaria de Tudela     | 34   | 30 | 14 | 6 | 10 | 55 | 39 | +16  |                                              |
| 5    | C. D. Alfaro                 | 33   | 30 | 13 | 7 | 10 | 64 | 48 | +16  |                                              |
| 6    | C. Haro Deportivo            | 33   | 30 | 13 | 7 | 10 | 56 | 49 | +7   |                                              |
| 7    | C. Peña Sport                | 33   | 30 | 13 | 7 | 10 | 45 | 46 | −1   |                                              |
| 8    | C. D. Oberena Junior         | 32   | 30 | 13 | 6 | 11 | 53 | 51 | +2   | El club no compite en la siguiente temporada |
| 9    | C. D. Izarra                 | 30   | 30 | 11 | 8 | 11 | 38 | 39 | −1   |                                              |
| 10   | A. D. San Juan               | 30   | 30 | 14 | 2 | 14 | 50 | 58 | −8   |                                              |
| 11   | C. D. Azkoyen                | 29   | 30 | 11 | 7 | 12 | 32 | 42 | −10  |                                              |
| 12   | C. Atlético Osasuna Promesas | 27   | 30 | 10 | 7 | 13 | 53 | 50 | +3   |                                              |
| 13   | Náxara C. D.                 | 24   | 30 | 9  | 6 | 15 | 44 | 48 | −4   |                                              |
| 14   | Peña Balsamaiso C. F.        | 24   | 30 | 9  | 6 | 15 | 50 | 61 | −11  |                                              |
| 15   | C. D. La Calzada (D)         | 22   | 30 | 8  | 6 | 16 | 34 | 58 | −24  | Descenso a Segunda Regional                  |
| 16   | C. D. Berceo (D)             | 11   | 30 | 3  | 5 | 22 | 28 | 78 | −50  | Descenso a Segunda Regional                  |

 Fuente: Fútbol Regional
Notas:
1. ↑  Tras el descenso del primer equipo, el C. D.  Oberena Junior ocupó una de las plazas de descenso. Finalmente el filial renunció a seguir compitiendo en la siguiente temporada.